# Ruizterania obtusata
Ruizterania obtusata là một loài thực vật có hoa trong họ Vochysiaceae. Loài này được (Briq.) Marc.-Berti miêu tả khoa học đầu tiên năm 1969.